# Pass Christian
Pass Christian – miasto w Stanach Zjednoczonych, w stanie Missisipi, w hrabstwie Harrison, nad Zatoką Meksykańską.